# Son frère
Pour plus de détails, voir Fiche technique et Distribution.
Son frère est un film français réalisé par Patrice Chéreau, sorti le 10 septembre 2003.
Il s'agit de l'adaptation du roman éponyme de Philippe Besson, paru en 2001.

## Synopsis
Thomas vit à Paris, il est atteint d’une maladie incurable qui détruit ses plaquettes sanguines. Un soir, affolé, il débarque chez Luc, son frère qu’il n’a pas vu depuis longtemps afin de lui faire part de la gravité de sa maladie.
A bout de nerfs, les deux hommes vont enfin se parler. Thomas semble éprouver de l'intérêt pour la vie privée de Luc, homosexuel. Claire, la petite amie de Thomas, ne supporte plus la maladie et refuse de voir Thomas au plus bas. Elle décide de le quitter. Les deux hommes décident alors de partir se reposer dans la maison de leur enfance à l’île de Ré,…

## Fiche technique
- Réalisation : Patrice Chéreau
- Scénario : Patrice Chéreau et Anne-Louise Trividic, d'après le roman Son frère de Philippe Besson (Éditions Julliard)
- Assistants réalisateurs : Stéphane Metge et Guillaume Bonnier
- Production : Pierre Amiand, Joseph Strub, Anne-Marie Bouet et pascal Levy
- Coproduction : Arte France, directeur de la fiction : Pierre Chevalier avec la participation du Centre national du cinéma et de l'image animée (CNC) et du Conseil général de la Loire-Atlantique et de Canal+
- Société de distribution : Pyramide Distribution
- Costumes : Caroline de Vivaise et Marie Bouvier
- Image : Éric Gautier, Irina Lubtchansky, Pascale Marin et Jean-Charles Cameau
- Son : Guillaume Sciama et Olivier Burgaud
- Montage son : Benoit Hillebrant
- Montage : François Gédigier et Simon Jacquet
- Mixage : Olivier Dô Hùu
- Bruitage : Pascal Chauvin et Eric Grattepain
- Maquillage : Kuno Schlegelmilch, Kaméléon Studio
- Électricien : François Berroir
- Machinerie : Eric Martinot
- Régie : Philippe Guihneuf, Eloi Brignaud, Basile Rosenzweig, Frédéric Faillon, Hélène Chevré, Baptiste Boulba, Benoît Forestier, Yann Elmosnino, Vincent Potreau, Mylène Charrier, Stéphane Chemin, Jérémie Albert et Hichem Allaouchiche
- Étalonnage : Isabelle Julien et Raymond Terrentin
- Musique : Sleep interprété par Marianne Faithfull (Marianne Faithfull - Franc McGuiness - Angelo Badalamenti), 1995
- Visa d'exploitation : 105524
- Sortie : 10 septembre 2003
- durée : 95 minutes
- Langue : français

## Distribution
- Bruno Todeschini : Thomas
- Éric Caravaca : Luc
- Nathalie Boutefeu : Claire
- Maurice Garrel : Le vieil homme
- Catherine Ferran : le médecin chef
- Antoinette Moya : La mère
- Robinson Stévenin : Manuel
- Fred Ulysse : Le père
- Pascal Greggory : Le docteur
- Sylvain Jacques : Vincent

## Distinctions

### Récompenses
- Prix Lumières 2004 : Prix du meilleur acteur pour Bruno Todeschini
- Berlinale 2003 : Ours d'argent du meilleur réalisateur pour Patrice Chéreau

### Nomination
- César 2004 : César du meilleur acteur pour Bruno Todeschini

## Box office
- Box Office France : 42 650 entrées

## Autour du film
La scène du rasage du corps de Thomas fait une référence picturale au tableau La Lamentation sur le Christ mort du peintre de la Renaissance Andrea Mantegna.